# 도노가촌
도노가촌(일본어: 殿賀村)은 일본 히로시마현 야마가타군에 있던 촌이다. 현재의 아키오타정의 일부에 해당한다.